# Дукурс, Томас
То́мас Ду́курс (латыш. Tomass Dukurs, род. 2 июля 1981 года в Риге, Латвийская ССР) — латвийский скелетонист. Бронзовый призёр чемпионата мира 2015 года, Чемпион и многократный призёр чемпионатов Европы, многократный призёр этапов кубка мира по скелетону.
Скелетоном занимается с 1998 года. Сейчас живёт в Сигулде. Младший брат Томаса Мартинс Дукурс также профессионально занимается скелетоном. Тренером Дукурсов является их отец Дайнис Дукурс, бывший директор санно-бобслейной трассы в Сигулде.
Томас Дукурс дебютировал в январе 2000 года во время Кубка мира в Лиллехаммере, где он был 39-м. На Олимпийских играх в Ванкувере и в Сочи Томас занял 4-е место. На Европейских чемпионатах 2012 и 2014 годах занял второе место.
На Олимпийских играх 2014 года в Сочи занял четвёртое место.
В 2015 году завоевал бронзовую медаль чемпионата мира.